# Martin Ehrenreich
Martin Ehrenreich (* 10. Mai 1983 in Leoben) ist ein österreichischer ehemaliger Fußballspieler auf der Position des Abwehrspielers.

## Karriere
Ehrenreich startete seine Karriere beim steirischen Verein DSV Leoben, für den er bis zur Winterpause 2002/03 spielte. Im Jänner 2003 wechselte er zum FC St. Veit. Nach Saisonende wanderte er bereits weiter in die Obersteiermark zum SV Bad Aussee, für den er eine Saison absolvierte. 2004/05 wechselte er nach Vorarlberg zum FC Lustenau 07 und spielte dort ebenfalls eine Saison. Danach kam er zurück in die Steiermark zum FC Gratkorn.
Mit Saisonende 2008/09 wechselte er zum zweimaligen österreichischen Meister SK Sturm Graz. Sein Bundesligadebüt gab Ehrenreich am 30. August 2009 beim 2:1-Auswärtssieg über die SV Ried, die nach über 20 ungeschlagenen Heimspielen in Folge erstmals eine Niederlage hinnehmen musste. Im Spiel wurde er in der 81. Spielminute für Andreas Hölzl eingewechselt und gab fünf Minuten später für den ebenfalls eingewechselten Haris Bukva die Vorlage zum 2:1-Siegestreffer. 2010/11 wurde er österreichischer Fußballmeister. Seine ersten beiden Tore in der Bundesliga erzielte Ehrenreich am 27. November 2011 beim Spiel gegen die Admira. Nach seiner Einwechslung zur Pause erzielte er binnen elf Minuten zwei Tore.
Im Sommer 2016 beendete er seine Tätigkeit bei den Profis, um ins Management des SK Sturm zu wechseln und weiterhin für die Regionalligamannschaft zu spielen. Im Marketing ist er seitdem in den Bereichen Marketing und Sponsoring tätig.

## Erfolge
- Österreichischer Cup-Sieger 2010 (Sturm Graz)
- Österreichischer Meister 2011 (Sturm Graz)